# Ekologia gatunku
Ekologia gatunku – dyscyplina nauk biologicznych, część ekologii obejmująca ekologię populacyjną i ewolucyjną, zajmująca się zagadnieniami ewolucji historii życiowych gatunków (stylu życia) i strategii życiowych, mechanizmami powstawania adaptacji oraz problemami zmian rozmieszczenia i liczebności w populacjach jednogatunkowych.

## Geneza
Historycznie ekologia była dzielona na:
- autekologię – naukę o pojedynczych organizmach w ich środowisku, inaczej „ekologię organizmów”[1], „fizjologię reakcji[b]” (Herbert Andrewartha, 1961)[1], „ekologię fizjologiczną” (Charles J. Krebs, Ecology. The Experimental Analysis of Distribution and Abundance wyd. 4, 1994)[3],
- synekologię – naukę o zbiorowościach organizmów (zespołach, populacjach, biocenozach).

W związku z szybkim rozwojem biologii ewolucyjnej ten historyczny podział stracił znaczenie. Wyjaśniając przyczynę zmiany linii podziału obszaru badań ekologicznych January Weiner pisał, że współczesna ekologia zmierza do zrozumienia bioróżnorodności i zagadnień liczebności organizmów i ich rozmieszczenia w oparciu o wiedzę dotyczącą mechanizmów dziedziczenia i procesów doboru naturalnego. Aby osiągnąć ten cel, musi zajmować się zjawiskami przebiegającymi w obrębie każdego z milionów ziemskich gatunków w skali wielu pokoleń, żyjących w zróżnicowanych i zmiennych warunkach:

Zagadnieniami tymi tradycyjnie zajmują się ekologia populacyjna i ewolucyjna. Dawniejszy podział ekologii na „synekologię” […] i „autekologię” […] był sztuczny, przecinał bowiem dość jednorodną grupę zagadnień w obrębie ekologii populacyjnej i autekologii, które można ująć łącznie jako ekologię gatunku.

## Zakres
W zakres tak zdefiniowanej ekologii gatunku January Weiner włącza m.in. zagadnienia:
- regulacja liczebności populacji – m.in. konkurencja wewnątrzgatunkowa, samoprzerzedzenie i terytorializm, stabilizująca rola zmienności osobniczej (model Adama Łomnickiego), problem najmniejszej populacji żywotnej i efektywnej wielkości populacji,
- demografia ekologiczna – m.in. losy osobników, wskaźnik zastępowania (miary reprodukcji netto), tabele i krzywe przeżywalności (losy kohorty), prognozowanie zmian liczebności oraz struktury populacji (piramidy płci i wieku),
- strategie ewolucyjne gatunków i kształtowanie strategii życiowych przez dobór naturalny (m.in. strategia stabilna ewolucyjnie), w tym np. rola płodności i śmiertelności, znaczenie wielkości ciała.